# Míra incidence
Míra incidence je demografický ukazatel pro studium nemocnosti udávající počet nových případů onemocnění v daném časovém intervalu na celkový počet obyvatel (střední stav obyvatelstva). Nejčastěji se výsledek násobí tisícem (pak je konečné číslo udáno v promile) a nebo sta tisíci, jelikož některá onemocnění nejsou ve společnosti častá (konečné číslo pak není příliš malé).

{\displaystyle mi={\frac {B^{n}}{P}}*1000}

## Popis ukazatele
- Bn udává počet onemocnění na danou nemoc n
- P je počet obyvatel k 1. červenci sledovaného roku (tj. střední stav obyvatelstva)

příklad: 1999minovotvary, muži = 4,56 ‰ (na 1 000 mužů v roce 1999 připadá 4,56 onemocnění na novotvary) → vstupní data: počet onemocnění mužů na novotvary v roce 1999 a počet mužů k 1. 7. 1999